# KIRK telecom
KIRK telecom A/S var en dansk virksomhed, som i dag er en del af den amerikanske virksomhed Spectralink. Navnet KIRK bruges forsat for nogle produktkategorier. Virksomheden er oprindeligt grundlagt i Horsens i 1892 som Emil Møllers Telefonfabrik. Selskabet har fortsat hjemsted i Horsens på Langmarksvej] 34. Spectralink lukkede den danske produktion med udgangen af 2015 og flyttede nogle få medarbejdere til en anden adresse i Horsens. Selskabet har gennem sin virksomhed skabt en lang række af de telefoner som var udbredte i Danmark i den sidste halvdel af det 20. århundrede.
Selskabet havde i 1950 adresse på Madevej 41 i Horsens, Fredensgade 17 i Aarhus og Nikolaj Plads 25 i København.

## Historie
Fabrikant Emil Møller grundlagde sin virksomhed i Horsens i 1892. 6. juni 1917 sammenlagdes virksomheden med Niels Geertsens elektromekaniske Fabrik (grundlagt 1906) i Aarhus og blev til et aktieselskab under navnet Emil Møllers Telefonfabriker A/S. Aktiekapitalen var på 1.200.000 kr.
Møller var direktør til 1923, men forblev til sin død 1925 som formand for bestyrelsen. 1923 blev ingeniør Kristian Kirk administrerende direktør for fabrikkerne, og i 1926 tillige formand for bestyrelsen. I 1935 døde han og efterfulgtes af sin bror. I 1940 blev Kristian Kirks søn Gregers Kirk administrerende direktør og bestyrelsesformand, hvilket han var til sin tidlige død i 1967. Under Gregers Kirks ledelse voksede fabrikken til en stor koncern.
1944 fik fabrikkerne en filial i København. Foruden telefonerne omfattede Kirk-koncernen fabrikation af elektronisk udstyr, maskiner og fiskemel samt handel med fotoudstyr, papir, bøger og legetøj. Efter store tab hos en afdeling i Glostrup, Haka-Kirk Husholdningsmaskiner, trådte koncernen i 1970 i likvidation. Telefonfabriken blev efterfølgende overtaget og videreført af det US-amerikanske selskab ITT under navnet Standard Electric Kirk. I 1986 solgte ITT alle sine telefonfabriker i Europa til den franske telekoncern Alcatel, og telefonfabriken i Horsens tog navneforandring til Alcatel Kirk A/S.
i 1991 købte en lille gruppe medarbejdere telefonproduktionen i Horsens og oprettede KIRK telecom A/S
I 2005 solgte daværende direktør Peter Skov Kirk Telecom til den US-amerikanske virksomhed Spectralink, og firmaet skiftede i 2006 navn til KIRK telecom A/S, a SpectraLink Company.
I 2007 blev Spectralink opkøbt af Polycom for en sum af 220 millioner USD, hvorefter firmaet skiftede navn til KIRK telecom ApS – now part of Polycom
senere hen bliver navnet ændret til Polycom (Denmark) ApS,
I 2012 solgte Polycom sin trådløse division (det gamle Spectralink og Kirk Telecom) til Investeringsselskabet Sun Capital Partners Inc. for en sum af 111 millioner USD. Det gamle Kirk Telecom blev til Spectralink ApS i december 2012
Firmaet har igennem årene gennemgået en antal navneforandringer, bl.a. til Kristian Kirks Telefonfabriker (marts 1937), Standard Electric Kirk A/S (1976), Alcatel Kirk A/S (1986), KIRK telecom A/S (1991), KIRK telecom A/S, a SpectraLink Company (2006), Polycom (Denmark) ApS (2007) og endeligt Spectralink Europe ApS (December 2012).
I begyndelsen af 2015 blev den danske direktør fyret, og der blev indsat en direktør (Dan Mondor) fra USA. Han blev i marts 2016 skiftet ud med Doug Werking.
I maj 2015 fik medarbejderne at vide at produktionen ville flytte til Kina i slutningen af 2015, så alle medarbejdere i produktionen og produktionssupport blev opsagt. En lille flok medarbejdere fik udsat deres opsigelse med en måned (til udgangen af januar 2016), og de sidste telefoner blev produceret i januar 2016.
Fra februar 2016 foregik en større oprydning, hvorefter de få medarbejdere der var tilbage i firmaet forlod matriklen på Langmarksvej 34 i Horsens for at flytte til det nye domicil Bygholm Søpark 21 E, Stuen, også i Horsens.

## Telefonapparater
Blandt de kendte modeller fra firmaet er F68 drejeskivetelefonen, såvel som Kirk Delta bordtelefonen og den væghængte Kirk Plus.
Kirk Delta er designet af Marianne Stokholm og Gad Zorea, den er mønsterbeskyttet i flere lande, bl.a. Danmark og USA.

## Adm. direktører
Denne liste er ufuldstændig; hjælp gerne med at udfylde den.
- 1892-1923: Emil Møller
- 1923-1935: Kristian Kirk
- 1935-1940:
- 1940-1967: Gregers Kirk
- 196?-1971: D.Dirks
- 1971-1985: Knud W. Jakobsen
- 1985-1989: N.P. Ditlefsen
- 1989-1991: S. Hoff-Jessen
- 1991-2005: Peter Skov
- 2005-2007: Ole Lysgaard Madsen
- 2007-2015: Sten Dyrmose
- 2015-2016: Dan Mondor
- 2016- : Doug Werking

## Ledelsen i 1950
Fra april 1940 var direktør, cand. polit. Gregers Kirk formand for bestyrelsen, der desuden bestod af direktør
Niels Geertsen (f. 6. juni 1880), Aarhus, og kontorchef, cand. jur. V.V. Henningsen (f. 13. sept. 1899), København.
Aktieselskabets direktion bestod af direktør Gregers Kirk, der er administrerende direktør siden 1940, og af ovennævnte direktør Niels Geertsen, som siden 1906 er direktør for fabriken i Aarhus, samt af civilingeniørerne A. Bønding (f. 6. aug. 1906) og N.P. Thøgersen (f. 9. april 1911), der er direktører for fabriken i Horsens siden 1948.
Fabriken i København ledes af overingeniør, cand. polyt. H.K. Roltved (f. 5. dec. 1890).